# Gouvernement Napoléon III (4)
Pour les articles homonymes, voir Gouvernement Louis-Napoléon Bonaparte.
 (juillet 2017).
Si vous disposez d'ouvrages ou d'articles de référence ou si vous connaissez des sites web de qualité traitant du thème abordé ici, merci de compléter l'article en donnant les références utiles à sa vérifiabilité et en les liant à la section « Notes et références ».
Second Empire
Gouvernement Napoléon III (3) Gouvernement Émile Ollivier

## Ministres nommés le 17 juillet 1869
- Ministre présidant le Conseil d'État : Prosper de Chasseloup-Laubat
- Ministre de la Justice et des Cultes : Jean-Baptiste Duvergier
- Ministre des Affaires étrangères : Henri de La Tour d'Auvergne
- Ministre de l'Intérieur : Adolphe de Forcade Laroquette
- Ministre des Finances : Pierre Magne
- Ministre de la Guerre : Adolphe Niel jusqu'au 13 août 1869
- Ministre de la Marine et des Colonies : Charles Rigault de Genouilly
- Ministre de l'Instruction publique : Olivier Bourbeau
- Ministre des Travaux publics : Edmond Gressier
- Ministre de l'Agriculture et du Commerce : Alfred Le Roux
- Ministre de la Maison de l'Empereur et des Beaux-Arts : Jean-Baptiste Philibert Vaillant

## Remaniement du 17 août 1869
- Ministre de la Guerre par intérim : Charles Rigault de Genouilly

## Remaniement du 21 août 1869
- Décès d’Adolphe Niel, ministre de la Guerre
- Ministre de la Guerre : Edmond Le Bœuf